# Jon Corzine
Jon Stevens Corzine (Taylorville, 1 de janeiro de 1947) é o Governador de Nova Jérsei, com data de posse em 17 de janeiro de 2006, durante 4 anos terminando em 2010. Ele representou Nova Jérsei no Senado dos Estados Unidos de 2001 a 2006 quando ele saiu para assumir o cargo de Governador. Antes de sua carreira política, Corzine foi Presidente e CEO da Goldman Sachs. Ele reside em Drumthwacket, a residência oficial dos Governadores de Nova Jérsei em Princeton, e também possui casa em Hoboken.